# علاج بالتعرض
العلاج بالتعرض (بالإنجليزية: Exposure therapy)‏ هو تقنية في العلاج السلوكي تستخدم في علاج اضطرابات القلق، وتضمن تعرض المريض إلى الكائن أو الشيء السياق الذي يخشاه المريض، ويتم هذا التعرض دون وجود أي خطر من أجل التغلب على هذا القلق، وقد أظهرت العديد من الدراسات فعاليته في علاج اضطرابات القلق مثل اضطراب ما بعد الصدمة وأنواع محددة من الرهاب.
قد يكون للعلاج القائم على التعرض فعالة في منع تطور اضطراب التوتر والقلق الحاد لاضطراب ما بعد الصدمة، وذلك وفقا لتقرير نشر في عدد يونيو 2008 من أرشيف الطب النفسي العام، كما أن العلاج بالتعرض يرتبط ارتباطا وثيقا جدا بطريقة التعرض و منع الاستجابة، وهي طريقة تستخدم على نطاق واسع لعلاج اضطراب الوسواس القهري.

## خلفية
بدأ استخدام التعرض كطريقة للعلاج في عقد 1950، في الوقت الذي سيطرت فيه وجهات نظر الديناميكية النفسية علي الممارسة السريرية الغربية والظهر الأول للعلاج السلوكي، استخدم علماء النفس والأطباء النفسيين الأفارقة التعرض لأول مرة كوسيلة للحد من المخاوف المرضية، مثل الرهاب والمشاكل المتعلقة بالقلق، وأحضروا أساليبهم إلى إنجلترا في برنامج مستشفى مودسلي التدريبي.
يعد جوزيف وولب (1915-1997) أحد أول الأطباء النفسيين للفت الانتباه تجاه علاج المشاكل النفسية مثل القضايا السلوكية، وسعى للتشاور مع علماء النفس السلوكيين الآخرين، من بينهم جيمس جي تايلور (1897-1973)، الذي كان يعمل في قسم علم النفس في جامعة كيب تاون في جنوب أفريقيا. ورغم أن معظم أعماله لم تنشر، إلا أن تايلور كان عالم النفس الأول الذي عرف باستخدام العلاج بالتعرض كوسيلة علاجية للقلق، بما في ذلك طرقية التعرض الظرفية مع منع الاستجابة (والتي لا تزال تستخدم)، ومنذ عقد 1950 تم تطوير عدة أنواع من العلاج بالتعرض.

## التقنيات
يستند العلاج بالتعرض على مبدأ الإشراط الكلاسيكي والذي يسمى عادة بالانقراض البافلوفي (Pavlovian extinction)، ويحدد الطبيب المعالج بالتعرض الإدراك والعواطف والإثارة الفسيولوجية التي تصاحب الحافز المثير للخوف ومن ثم يحاول كسر نمط الهروب والذي يحافظ على وجود الخوف، ويتم ذلك من خلال تعريض المريض تدريجيا لمحفزات أقوى في لإثارة مشاعر الخوف، ومن ثم يتضائل الخوف في كل سلسلة من التصاعد مطرد الخطوات أو التحديات (تسلسل هرمي)، والتي يمكن أن تكون صريحة («ثابت») أو ضمنية. («ديناميكية» - راجع طريقة العوامل) حتى يزول الخوف أخيرا، ويمكن للمريض أن ينهي العملية في أي وقت.
هناك ثلاثة أنواع من إجراءات التعرض. الأول هو التعرض الحي أو «التعرض الحقيقي»، وهذا النوع يُعّرض المريض لحالات فعلية من تحفيز الخوف، على سبيل المثال، إذا كان شخص يخشى التحدث أمام الجمهور، فقد يطلب منه القاء كلمة لمجموعة صغيرة من الناس، أما النوع الثاني من التعرض فهو التعرض التخيلي، حيث يُطلب من المريض تخيل الوضع الذي يخشاه، وهذا الإجراء مفيد للأشخاص الذين يحتاجون إلى مواجهة الأفكار والذكريات المخيفة، أما النوع الثالث من التعرض هو التعرض الحصري، والذي يمكن استخدامه في اضطرابات أكثر تحديدا مثل اضطراب الهلع أو اضطراب ما بعد الصدمة، حيث يواجه المريض الأعراض الجسدية التي يخشاها مثل زيادة معدل ضربات القلب وضيق التنفس، وجميع أنواع العلاج بالتعرض يمكن استخدامها معا أو كل على حدة.
في الوقت الذي تدعم الأدلة وبوضوح فعالية العلاج بالتعرض، فإن بعض الأطباء غير مرتاحين لاستخدام العلاج بالتعرض التخيلي، لا سيما في حالات اضطرابات ما بعد الصدمة، وذلك بسبب عدم فهمهم لهذه الطريقة، أو عدم ثقتهم في قدرتهم على استخدامها، أو أنهم يرون موانع كبيرة متعلقة بالمريض ذاته وهو السبب الأكثر شيوعا.
كذلك الحال في العلاج بالفيض والذي يعرض المريض للمؤثرات المخيفة، الا انه يختلف تماما عن العلاج بالتعرض في أنه يبدأ بالعنصر الأكثر رعبا في التسلسل الهرمي للخوف، في حين يبدأ بالتعرض للعتصر الأقل تحفيزا للخوف.

## استخدامات شائعة

### اضطراب القلق العام
هناك أدلة تجريبية على أن العلاج بالتعرض يمكن أن يكون علاجا فعالا بالنسبة للأشخاص الذين يعانون من اضطراب القلق العام، مشيرة على وجه التحديد إلي العلاج بالتعرض الحي، والذي لديه فعالية أكبر من التعرض التخيلي في ما يخص اضطراب القلق العام. والهدف من العلاج بالتعرض الحي هو تعزيز التنظيم الانفاعلي باستخدام التعرض للمثيرات الخوف في شكل منتظم ومتحكم به.

### أنواع معينة من الرهاب
علاج التعرض هو أكثر علاج معروف بنجاحه في حالات الرهاب، ونشرت عدة تحليلات متضمنة لدراسات عن جلسات علاجية عن الرهاب استغرقت من واحد إلي ثلاث ساعات، مستخدمة التعرض التخيلي، وبالمتابعة بعد العلاج لمدة أربع سنوات فإن 90٪ من المرضى كانوا لا يزالون يحافظون علي انخفاض كبير للخوف والتجنب، في حين أن 65 ٪ لم يعد يعانون أي أعراض.
رهاب الخلاء هو مثال من الرهاب الذي تم علاجه بنجاح بواسطة العلاج بالتعرض، ورهاب الخلاء هو الخوف من الخلوة، وترك المنزل، والشعور بالحصار أو الحرج أو العجز، ويمكن لهذه المخاوف أن تكون ضعفية جدا في حد ذاتها، بالإضافة إلى قلق المريض من ظهور التوتر عليه وفقدان السيطرة في الأماكن العامة.

### اضطراب ما بعد الصدمة
العلاج بالتعرض للواقع الافتراضي هو العلاج حديث وفعال لاضطراب ما بعد الصدمة (PTSD)، وقد تم اختبار هذه العلاج على عدة جنود من الجيش في الخدمة الفعلية، وذلك باستخدام جهاز محاكاة غامر بالإعدادات العسكرية على ست جلسات، وقد تضاءلت أعراض اضطراب ما بعد الصدمة المبلغ عنها ذاتيا من هؤلاء الجنود إلى حد كبير بعد العلاج، وقد أظهر العلاج بالتعرض بشير نجاح في علاج المراضه المشتركة لاضطراب ما بعد الصدمة وتعاطي المخدرات.

## منظمات
وهناك عدد من المنظمات من المعالجين السلوكيين في جميع أنحاء العالم، وتقدم جمعية تحليل السلوك الدولية شهادة في العلاج السلوكي للمعالجين الذين يظهرون كفاءة في علاج بالتعرض.

## أبحاث
العلاج بالتعرض يمكن أن يتم التحقيق فيه مختبريا باستخدام نموذج الانقراض البافلوفي، وتيح استخدام القوارض مثل الفئران لدراسة الانقراض للتحقيق في الآليات العصبية الحيوية الكامنة، وكذلك اختبار الملاحق الدوائية لتحسين تعليم الانقراض.